# Reto Schmidiger
Reto Schmidiger (* 21. April 1992) ist ein ehemaliger Schweizer Skirennfahrer. Er war auf die Disziplinen Slalom und Riesenslalom spezialisiert. 2010 und 2011 wurde er Juniorenweltmeister im Slalom.

## Biografie
Der aus Hergiswil stammende Schmidiger gewann dreimal den Grand Prix Migros, die bedeutendste Skisportveranstaltung der Schweiz für Jugendliche bis 15 Jahre. Ab 2005 nahm er an interregionalen und nationalen Rennen teil. Ab November 2007 folgten Teilnahmen an FIS-Rennen. Der Absolvent der Sportmittelschule in Engelberg spezialisierte sich früh auf die technischen Disziplinen. 2009 gelang ihm der Aufstieg in das C-Kader von Swiss-Ski, im selben Jahr wurde er Schweizer Juniorenmeister im Slalom.
Im Januar 2010 siegte Schmidiger erstmals in einem FIS-Rennen. Wenige Wochen später, am 2. Februar, gewann er bei den Juniorenweltmeisterschaften 2010 in Chamonix die Goldmedaille im Slalom. Im selben Monat kam er erstmals im Europacup zum Einsatz und gewann die Schweizer Juniorenmeisterschaft im Slalom. Als Juniorenweltmeister war Schmidiger für den Weltcup-Final in Garmisch-Partenkirchen startberechtigt: In seinem ersten Weltcuprennen am 13. März 2010 schied er im zweiten Lauf aus. Die Stiftung Schweizer Sporthilfe zeichnete Schmidiger als Nachwuchsathleten des Jahres 2010 aus.
Am 19. Januar 2011 erzielte Schmidiger als Dritter des Slaloms von Zuoz erstmals eine Podestplatzierung im Europacup. Drei Tage später gelang ihm in Oberjoch in derselben Disziplin der erste Sieg. Die Saison 2010/11 beendete er an siebter Position in der Gesamtwertung. Bei den Juniorenweltmeisterschaften 2011 in Crans-Montana wiederholte Schmidiger seinen Erfolg vom Vorjahr und gewann erneut die Goldmedaille im Slalom, hinzu kam die Goldmedaille in der Kombinationswertung (Slalom, Riesenslalom und Abfahrt). Am 26. Februar 2011 klassierte sich Schmidiger in der Super-Kombination von Bansko auf Platz 12 und gewann damit seine ersten Weltcuppunkte. Seine erste Top-10-Platzierung erreichte er mit dem achten Rang im Slalom beim Weltcup-Final auf der Lenzerheide. Am Ende der Saison wurde er Schweizer Meister sowohl im Slalom als auch im Riesenslalom.
Während der Saison 2011/12 litt Schmidiger an einer Sprunggelenkverletzung und musste zwei Monate lang pausieren. Bei den Juniorenweltmeisterschaften 2012 in Roccaraso gewann er die Bronzemedaille im Slalom. Trotz durchwegs unbefriedigender Ergebnisse im Verlaufe der Saison 2012/13 erhielt er das Aufgebot für die Weltmeisterschaften 2013 in Schladming. Dort verlor er im ersten Durchgang des Slaloms kurz nach dem Start einen Stock und klassierte sich letztlich auf Platz 28. Einen Erfolg verbuchte Schmidiger beim Saisonfinal in Lenzerheide am 14. März 2014, als er im Schweizer Team beim nur zum Nationencup zählenden Mannschaftswettbewerb vor den USA und Österreich siegreich blieb. Selbiges gelang ihm auch ein Jahr später, diesmal am 20. März 2015 in Méribel vor Schweden und Österreich, und das wiederholte sich wiederum ein Jahr danach, und zwar am 18. März 2016 in St. Moritz, als Deutschland und Schweden die weiteren Plätze belegten.
Im Europacup der Saison 2015/16 gewann er im gleichen Jahr, am 13. März 2016, den Slalom in Oberjoch, in der Saison 2016/17 am 17. Dezember 2016 den Parallelslalom (City Event) in Kronplatz und am 11. Februar 2017 den Slalom in Zakopane. Zusammen mit zwei dritten Plätzen in den Slaloms am 29. November 2016 in Levi und am 9. März 2017 in Innichen erreichte er damit den Sieg in der Gesamtwertung des Slaloms. Davor platzierte er sich an den Weltmeisterschaften in St. Moritz am 14. Februar 2017 auf dem 4. Rang im Mannschaftswettbewerb (in Form eine Parallelriesenslaloms zusammen mit Luca Aerni, Wendy Holdener und Camille Rast) und am 18. Februar 2017 auf dem 16. Rang im Slalom.
Die Weltcupwertungen ab der Saison 2016/17 blieben bescheiden, beste Resultate waren zwei 34. Ränge in der Slalom-Disziplinenwertung der Saisons 2016/17 (95. der Gesamtwertung) und 2019/20 (ebenfalls 95. der Gesamtwertung), Podestplatzierungen erzielte er keine mehr. Dazwischen war er am Alpinen Far East Cup 2018/19 hingegen sehr erfolgreich. Er gewann in Japan (Hanawa und Engaru) dreimal den Riesenslalom und erreichte in Südkorea (Bear Town Resort) zweimal den 2. Rang. Zudem gewann er in Japan dreimal den Slalom. Dies brachte ihm schliesslich den 2. Platz in der Riesenslalom- und den 3. Rang in der Gesamtwertung ein.
Am 15. Dezember 2024 gab Schmidiger seinen Rücktritt vom aktiven Rennsport bekannt.

## Erfolge

### Weltmeisterschaften
- Schladming 2013: 28. Slalom
- St. Moritz 2017: 4. Mannschaftswettbewerb, 16. Slalom

### Weltcup
- 2 Platzierungen unter den besten 10 in Einzelrennen
- 4 Podestplätze bei Mannschaftswettbewerben, davon 3 Siege

### Weltcupwertungen
| Saison  | Gesamt | Gesamt | Riesenslalom | Riesenslalom | Slalom | Slalom | Kombination | Kombination |
| Saison  | Platz  | Punkte | Platz        | Punkte       | Platz  | Punkte | Platz       | Punkte      |
| ------- | ------ | ------ | ------------ | ------------ | ------ | ------ | ----------- | ----------- |
| 2010/11 | 87.    | 63     | –            | –            | 37.    | 41     | 31.         | 22          |
| 2011/12 | 93.    | 49     | –            | –            | 33.    | 49     | –           | –           |
| 2012/13 | 141.   | 3      | –            | –            | 52.    | 3      | –           | –           |
| 2014/15 | 139.   | 8      | –            | –            | 51.    | 8      | –           | –           |
| 2015/16 | 130.   | 14     | –            | –            | 44.    | 14     | –           | –           |
| 2016/17 | 96.    | 50     | –            | –            | 34.    | 50     | –           | –           |
| 2017/18 | 111.   | 26     | –            | –            | 36.    | 26     | –           | –           |
| 2018/19 | 112.   | 28     | 46.          | 10           | 42.    | 18     | –           | –           |
| 2019/20 | 95.    | 60     | –            | –            | 34.    | 60     | –           | –           |
| 2021/22 | 125.   | 16     | –            | –            | 45.    | 16     | –           | –           |

### Europacup
- Saison 2010/11: 7. Gesamtwertung, 3. Super-Kombinations-Wertung, 5. Slalomwertung
- Saison 2013/14: 3. Slalomwertung
- Saison 2014/15: 7. Slalomwertung
- Saison 2015/16: 4. Slalomwertung
- 14 Podestplätze, davon 5 Siege:

| Datum             | Ort       | Land        | Disziplin      |
| ----------------- | --------- | ----------- | -------------- |
| 22. Januar 2011   | Oberjoch  | Deutschland | Slalom         |
| 13. März 2016     | Oberjoch  | Deutschland | Slalom         |
| 17. Dezember 2016 | Kronplatz | Italien     | Parallelslalom |
| 11. Februar 2017  | Zakopane  | Polen       | Slalom         |
| 19. Dezember 2023 | Obereggen | Italien     | Slalom         |

### Nor-Am Cup
- 2 Podestplätze, davon 1 Sieg:

| Datum       | Ort          | Land   | Disziplin |
| ----------- | ------------ | ------ | --------- |
| 24. Februar | Camp Fortune | Kanada | Slalom    |

### Far East Cup
- Saison 2018/19: 3. Gesamtwertung, 2. Riesenslalomwertung, 4. Slalomwertung
- 8 Podestplätze, davon 6 Siege

| Datum            | Ort    | Land  | Disziplin    |
| ---------------- | ------ | ----- | ------------ |
| 25. Februar 2019 | Hanawa | Japan | Riesenslalom |
| 26. Februar 2019 | Hanawa | Japan | Riesenslalom |
| 27. Februar 2019 | Hanawa | Japan | Slalom       |
| 3. März 2019     | Engaru | Japan | Riesenslalom |
| 4. März 2019     | Engaru | Japan | Slalom       |
| 5. März 2019     | Engaru | Japan | Slalom       |

### Juniorenweltmeisterschaften
- Mont Blanc 2010: 1. Slalom, 13. Riesenslalom
- Crans-Montana 2011: 1. Slalom, 1. Kombination, 9. Riesenslalom, 29. Abfahrt
- Roccaraso 2012: 3. Slalom, 27. Riesenslalom
- Québec 2013: 6. Slalom, DNF Riesenslalom

### Weitere Erfolge
- 3 Schweizer Meistertitel (Riesenslalom und Slalom 2011, Slalom 2013)
- 13 Siege in FIS-Rennen
- Schweizer Slalom-Juniorenmeister 2010
- Nachwuchsathlet des Jahres 2010